# Pădurea Neudorfului
Pădurea Neudorfului este o arie protejată (arie specială de conservare — SAC, sit de importanță comunitară — SCI) din România, desemnată în scopul protejării biodiversității și menținerii într-o stare de conservare favorabilă a florei spontane și faunei sălbatice, precum și a habitatelor naturale de interes comunitar aflate în arealul zonei de protecție. Aceasta este întinsă pe o suprafață de 4.503,6 ha, integral pe uscat.

## Localizare
Centrul sitului Pădurea Neudorfului este situat la coordonatele 46°00′20″N 21°39′15″E / 46.005558°N 21.654042°E. Acesta se întinde în partea central sudică a județului Arad, pe teritoriul administrativ al orașului Lipova și pe cele ale comunelor Șiștarovăț și Zăbrani.

## Înființare
Situl Pădurea Neudorfului (ROSAC0337/ROCIC0337) a fost declarat sit de importanță comunitară în septembrie 2011 pentru a proteja 1 specie de animale. Situl a fost protejat și ca arie specială de conservare în mai 2022.

## Biodiversitate
Situată în ecoregiunea continentală, aria protejată conține 2 habitate naturale: Păduri panonice-balcanice de stejar turcesc - stejar sesil, Păduri de stejar și de carpen dacice.
La baza desemnării sitului se află o specie protejată de  mamifere: lupul (Canis lupus).